# Fosfoproteiny
Fosfoproteiny – grupa białek złożonych o charakterze kwasowym, w których grupy hydroksylowe reszt seryny i treoniny są zestryfikowane kwasem fosforowym. Mają zdolność wiązania jonów wapnia (Ca2+), przez co odgrywają istotną rolę w procesach gojenia się złamań kości. 
Przykładami fosfoprotein są m.in.: kazeina w mleku, witelina i fosfityna w żółtku jaj, ichtulina w ikrze ryb, a także osteopontyna i sialoproteiny.